# ナサニエル・ローゼン
ナサニエル・ローゼン（Nathaniel "Nick" Rosen、1948年6月9日 - ）はアメリカ合衆国出身のチェリスト。第6回チャイコフスキー国際コンクール優勝。南カリフォルニア大学ソーントン音楽学校（USC Thornton School of Music）、マンハッタン音楽学校（Manhattan School of Music）で教鞭を取った。

## 生い立ち
カリフォルニア州アルタデナ（Altadena）に生まれる。生家は音楽一家で父はアマチュアのヴィオラ奏者だった。6歳から南カリフォルニア大学のエレノア・ショーンフェルド（Eleonore Schoenfeld）に師事。12歳で師の勧めにより、はじめガボール・レイト（Gabor Rejto）に学ぶ予定であったが、グレゴール・ピアティゴルスキーが南カリフォルニア大に移ることを知り、試験選抜により13歳で新設の特別音楽教育研究所に入学。のちに同研究所でヤッシャ・ハイフェッツやウィリアム・プリムローズら著名な教員について室内楽を学ぶ。
しばらくして音楽家としてのキャリアを開始。南カリフォルニア大在学中にロサンジェルス室内管弦楽団創設時のメンバーとなり、のちに首席チェリストとなる。またローレンス・レッサー（Laurence Lesser）に師事。22歳で南カリフォルニア大を卒業しピアティゴルスキーの助手を5年間務める。1977年、30歳でアンドレ・プレヴィン率いるピッツバーグ交響楽団の首席チェリストとなる。
1977年、ノームバーグ（Naumburg）国際チェロコンクールで優勝、ロンドンとニューヨークでリサイタルを開く。

## チャイコフスキーコンクール
1966年、17歳でチャイコフスキー国際コンクールに初出場。1978年の第6回大会で優勝した。ローゼンは同コンクールで優勝した最初のアメリカ人チェリストである。この優勝によりクラシック界の第一線で活躍することになった。

## 現在
南カリフォルニア大学ソーントン音楽学校客員教授を務めたほか、イリノイ大学アーバナ・シャンペーン校で6年間教えたことがある。マンハッタン音楽学校、トマス・モア教養大学（Thomas More College of Liberal Arts）、南メソジスト大学でも教えている。  
ソリストとしてニューヨーク・フィルハーモニック、ロサンジェルス・フィルハーモニック、チェコ・フィルハーモニー管弦楽団、ロンドン交響楽団、フィラデルフィア管弦楽団、ドレスデン・フィルハーモニー管弦楽団、ライプツィヒ・ゲヴァントハウス管弦楽団などと共演。またシトカ夏期音楽祭（Sitka Summer Music Festival）、パークシティ国際音楽祭（Park City International Music Festival）、バーモント州マンチェスター音楽祭（Manchester Music Festival）、カザルス音楽祭など数多くの室内音楽祭に参加している。
2010年に日本人の妻と結婚。その縁で、俳人の夏井いつきが義理の姉となる。2011年から愛媛県松山市に住んでいたが、2013年に山梨県山中湖村に移住。
使用楽器はドメニコ・モンタニャーナによる1738年製Mighty Venetianなど。Mighty Venetianは、初めてチェロにエンドピンを導入したアドリアン＝フランソワ・セルヴェ（Adrien-Francois Servais）が所有していた楽器でもある。